# Martano
Martano (Μαρτὰνα, traslitterato Martàna in grico, Martanu in dialetto salentino) è un comune italiano di 8 408 abitanti  della provincia di Lecce in Puglia.
Situato nel Salento centro-orientale, è il comune più popoloso della Grecìa Salentina, area ellenofona in cui si parla, in particolare fino al secolo scorso, un'antica lingua di origine greca: il grico. È sede del distretto socio sanitario 4, comprendente vari comuni della provincia leccese  (Martano, Vernole, Calimera, Melendugno, 
Caprarica, Carpignano Salentino, Castrì, Martignano, Sternatia, Zollino), e un importante polo scolastico del circondario.
Il paese sorge in una posizione strategica che, dall'antica via romana Traiana Calabra (Brindisi-Lecce-Otranto), incrocia l'asse viario Otranto-Martano-Galatina-Gallipoli.
Dal 2017 è detta anche Città dell'aloe per la presenza sul territorio comunale di aziende di coltivazione e trasformazione di tale pianta.

## Geografia fisica

### Territorio
Il territorio del comune di Martano, che si estende su una superficie di 21,84 km², è posto nella regione della Grecìa Salentina.
La Grecìa Salentina, orograficamente, è costituita da un modesto altipiano con un piccolo avvallamento centrale. Il comune di Martano si trova sopra i depositi calcarei del Miocene costituenti la pietra leccese. Il territorio risulta compreso tra i 62 e i 102 metri sul livello del mare con un'escursione altimetrica complessiva pari a 40 m. L'alta permeabilità dei terreni, che assorbono la maggior parte delle precipitazioni piovose, ha determinato l'assenza di corsi d'acqua superficiali. Le acque vanno ad alimentare così la profonda falda acquifera che si colloca a oltre 80 m dalla superficie.
Confina a nord con i comuni di Martignano e Calimera, a est con il comune di Carpignano Salentino, a sud con i comuni di Castrignano de' Greci e Corigliano d'Otranto, a ovest con il comune di Zollino.

### Clima
Dal punto di vista meteorologico Martano rientra nel territorio del Salento orientale che presenta un clima mediterraneo, con inverni miti ed estati caldo umide. In base alle medie di riferimento, la temperatura media del mese più freddo, gennaio, si attesta attorno ai +14,4 °C, mentre quella del mese più caldo, agosto, si aggira sui +36 °C. Le precipitazioni, frequenti in autunno ed in inverno, si attestano attorno ai 1 mm di pioggia/anno. Il mese di Novembre è quello con maggiori precipitazioni, con una media di 1mm. La primavera e l'estate sono caratterizzate da lunghi periodi di siccità, infatti Luglio è il mese più secco con 0mm. 
Facendo riferimento alla ventosità, i comuni del Salento orientale sono influenzati fortemente dal vento attraverso correnti fredde di origine balcanica, oppure calde di origine africana.
| Martano                    | Mesi | Mesi | Mesi | Mesi | Mesi | Mesi | Mesi | Mesi | Mesi | Mesi | Mesi  | Mesi | Stagioni | Stagioni | Stagioni | Stagioni | Anno |
| Martano                    | Gen  | Feb  | Mar  | Apr  | Mag  | Giu  | Lug  | Ago  | Set  | Ott  | Nov   | Dic  | Inv      | Pri      | Est      | Aut      | Anno |
| -------------------------- | ---- | ---- | ---- | ---- | ---- | ---- | ---- | ---- | ---- | ---- | ----- | ---- | -------- | -------- | -------- | -------- | ---- |
| T. max. media (°C)         | 16,6 | 18,0 | 19,7 | 23,3 | 28,1 | 34,1 | 37,2 | 37,7 | 34,2 | 29,7 | 22,1  | 17,8 | 17,5     | 23,7     | 36,3     | 28,7     | 26,5 |
| T. min. media (°C)         | 12,2 | 14,4 | 16,8 | 20,8 | 25,1 | 30,7 | 32,3 | 34,4 | 32,9 | 27,7 | 16,8  | 13,8 | 13,5     | 20,9     | 32,5     | 25,8     | 23,2 |
| Precipitazioni (mm)        | 0    | 0    | 0    | 0    | 0    | 0    | 0    | 0    | 0    | 0    | 1     | 0    | 0        | 0        | 0        | 1        | 1    |
| Umidità relativa media (%) | 40,4 | 55,2 | 39,1 | 22,6 | 10,8 | 3,3  | 4,4  | 0,5  | 12,2 | 43,3 | 100,0 | 32,1 | 42,6     | 24,2     | 2,7      | 51,8     | 30,3 |

## Origini del nome
La presenza nello stemma civico di un centurione romano a cavallo (Martius Pegaseus) farebbe pensare ad un'origine romana della città, di cui è testimonianza l'evidente sistema di centuriazione del territorio.
La ricerca del filologo Luigi Pisanò attribuisce più verosimilmente l'invenzione delle origini cittadine ad un colto umanista del XVI secolo, che avrebbe assunto lo pseudonimo di Martius e che si sarebbe richiamato alla leggenda del cavallo alato Pegaso, il quale trasformò l'uomo in pietra. Questa ipotesi rinvia ad un'indagine più plausibile sul toponimo mart, comune a tante altre località (Monte Martano, Massa Martana, Marta). La radice mart potrebbe alludere, così, alla morfologia oppure, se l'origine non fosse precedente alla venuta dei romani, al culto del dio Marte.

## Storia
Le origini di Martano risalirebbero alla preistoria come ipotizzabile dalla presenza di monumenti megalitici quali la Specchia dei Mori (in grico secla tu demonìu) e il Menhir del Teofilo, che rappresenta il menhir più alto della regione. Questi monumenti sarebbero stati luoghi di culto delle popolazioni Japigee.
Dopo la caduta dell'Impero romano d'Occidente, la cittadina fu abitata da coloni provenienti dall'Oriente e dal 476 cadde sotto il dominio dei greci subendo un processo di grecizzazione durato oltre cinque secoli. L'influenza greca e quindi bizantina influenzò radicalmente gli usi, i costumi e la lingua locale (grico). La cultura greca persiste ed è rinvenibile ancora oggi nelle tradizioni e nel folclore.
Nel 1190, durante il periodo normanno, Tancredi d'Altavilla concesse il feudo a Giorgio Roma al quale succedettero Riccardo de Martano nel 1269, Goffredo de Castelli nel 1300 e Rinaldo de Hugot. A partire dal 1545 divenne feudo dei Bucale, nel 1591 dei De' Monti, nel 1698 dei Marchese-Belprato, nel 1742 dei Brunossi, ed infine nel 1748 fu acquistato dai Gadelata che furono gli ultimi feudatari.

### Simboli
Descrizione araldica dello stemma:
(Comuni-Italiani.it)

## Monumenti e luoghi d'interesse

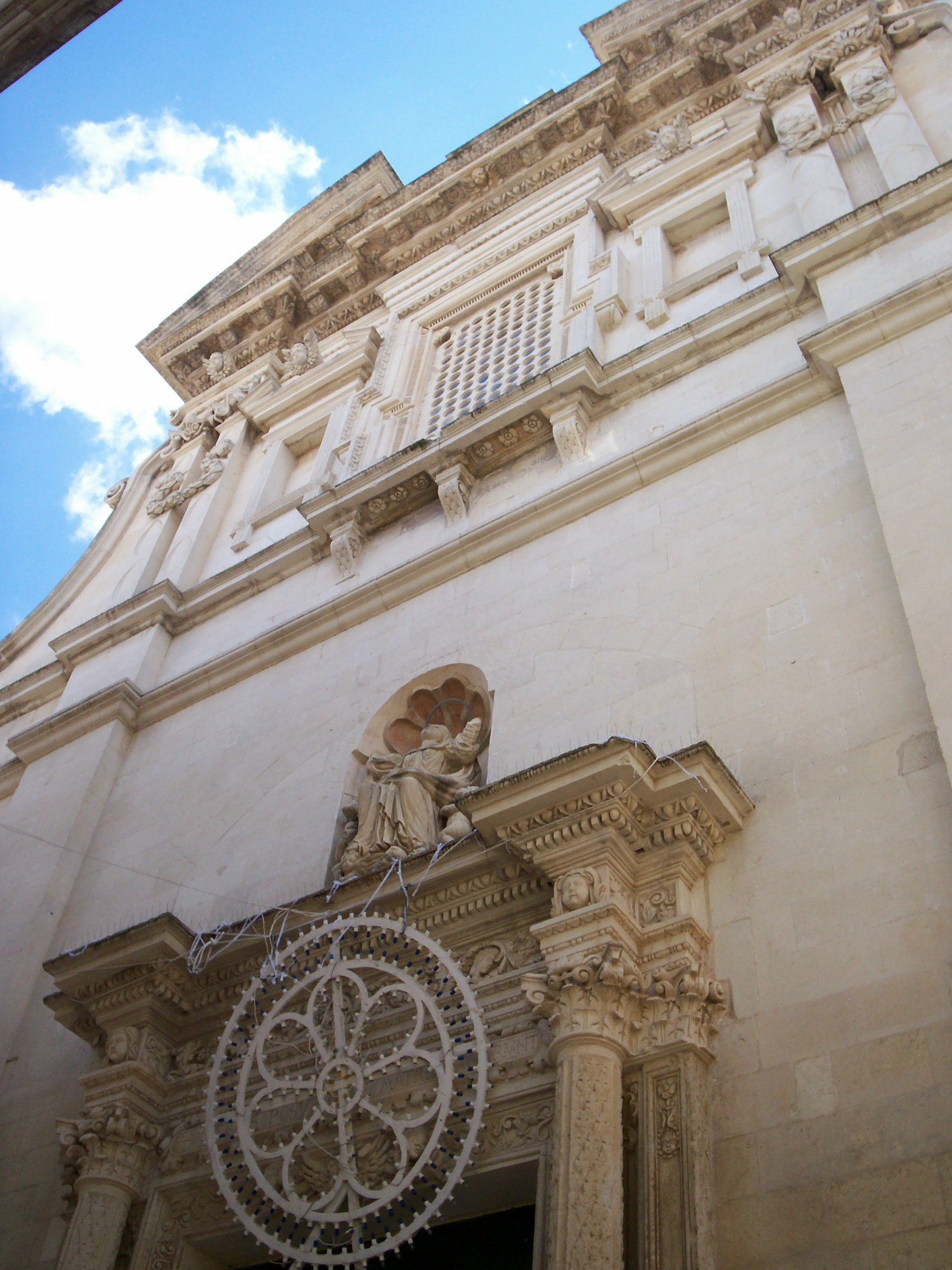
Chiesa matrice dell'Assunta

### Architetture religiose

#### Chiesa matrice
La Chiesa matrice, dedicata alla Madonna Assunta, fu ricostruita nel 1596 così come si evince dall'epigrafe posta sul portale. Edificata da maestranze neretine con la pietra leccese delle locali cave, sostituisce l'antico edificio di rito greco.
Presenta un elegante prospetto barocco scandito da alte lesene e terminante con un timpano triangolare spezzato. Il primo ordine ospita il portale d'accesso inquadrato da colonne finemente scolpite, sostenute da due leoni stilofori provenienti dall'antica chiesa, e sormontato da una nicchia in cui è posizionata la statua dell'Assunta recuperata dall'antico altare maggiore. L'ordine superiore è caratterizzato da una maggiore decorazione costituita da angeli, serpi, ghirlande, festoni, mascheroni e sirene.
L'interno, a croce latina con tre navate, ospita alcuni altari barocchi del XVII e XVIII secolo tra i quali si distinguono quelli della Madonna Annunziata, con tela del celebre pittore leccese Oronzo Tiso, e dell'Immacolata (1618), con tela del pittore Cesare Fracanzano. Gli altri altari sono dedicati al Santissimo Sacramento (1750), alla Natività (inizi del Seicento), alla Resurrezione di Gesù, alla Madonna del Carmine (1697) e al Crocifisso, questi ultimi due posti nel transetto. Interessanti sono l'organo e il soffitto ligneo settecenteschi.

#### Chiesa ed ex convento dei domenicani
La Chiesa con l'attiguo convento dei domenicani è un complesso conventuale sotto il titolo del Rosario. La chiesa fu edificata nel 1652 così come riportato sulla facciata. Il convento, costruito qualche decennio prima della Chiesa attigua, durante la seconda metà del XIX secolo ospitò gli uffici comunali e della locale Pretura mandamentale, ma subì un radicale intervento di ristrutturazione a partire dal 1893 quando, su progetto dell'ingegnere Salvatore Bonatesta, il piano superiore venne completamente riedificato per ospitare una più ampia aula consiliare, unitamente agli edifici scolastici. In seguito a tali lavori, l'aspetto seicentesco del prospetto fu rifatto secondo il gusto neoclassico. Il chiostro, a pianta quadrangolare, è quello originario. Anche la piazzetta antistante, oggi dedicata a Giacomo Matteotti venne sistemata in questi stessi anni, attraverso lavori di basolatura con pietra calcarea dura.
La facciata della chiesa, rimasta inalterata, presenta semplici linee architettoniche ed è divisa in tre zone da due poderose paraste. Il corpo centrale è costituito da un'ampia finestra, sul cui timpano spezzato è ospitata una statua a mezzo busto della Vergine col Bambino, posta in asse con l'elaborato portale sormontato dalla statua di San Domenico di Guzman (venerato l'8 agosto dai martanesi è l'originario patrono della cittadina, ora compatrono insieme a Maria S.S. dell'Assunta. Una sua raffigurazione lignea è conservata all'interno della chiesa matrice). I due corpi laterali, leggermente più bassi, presentano un finestrone centrale incorniciato.
L'interno, a tre navate con volte a botte ribassate con lunette, è caratterizzato da tre altari per lato dedicati a San Pietro Martire (1725), a Santa Caterina da Siena e alla Circoncisione di Gesù, a sinistra, a San Tommaso d'Aquino (1741), all'Arcangelo Michele (1736) e alla Crocifissione, a destra. L'altare maggiore, rifatto a Napoli nel 1752, è in marmo policromo ed è sovrastato dalla tela della Pietà attribuita ad Alessandro Fracanzano, padre del celebre pittore Cesare Fracanzano.

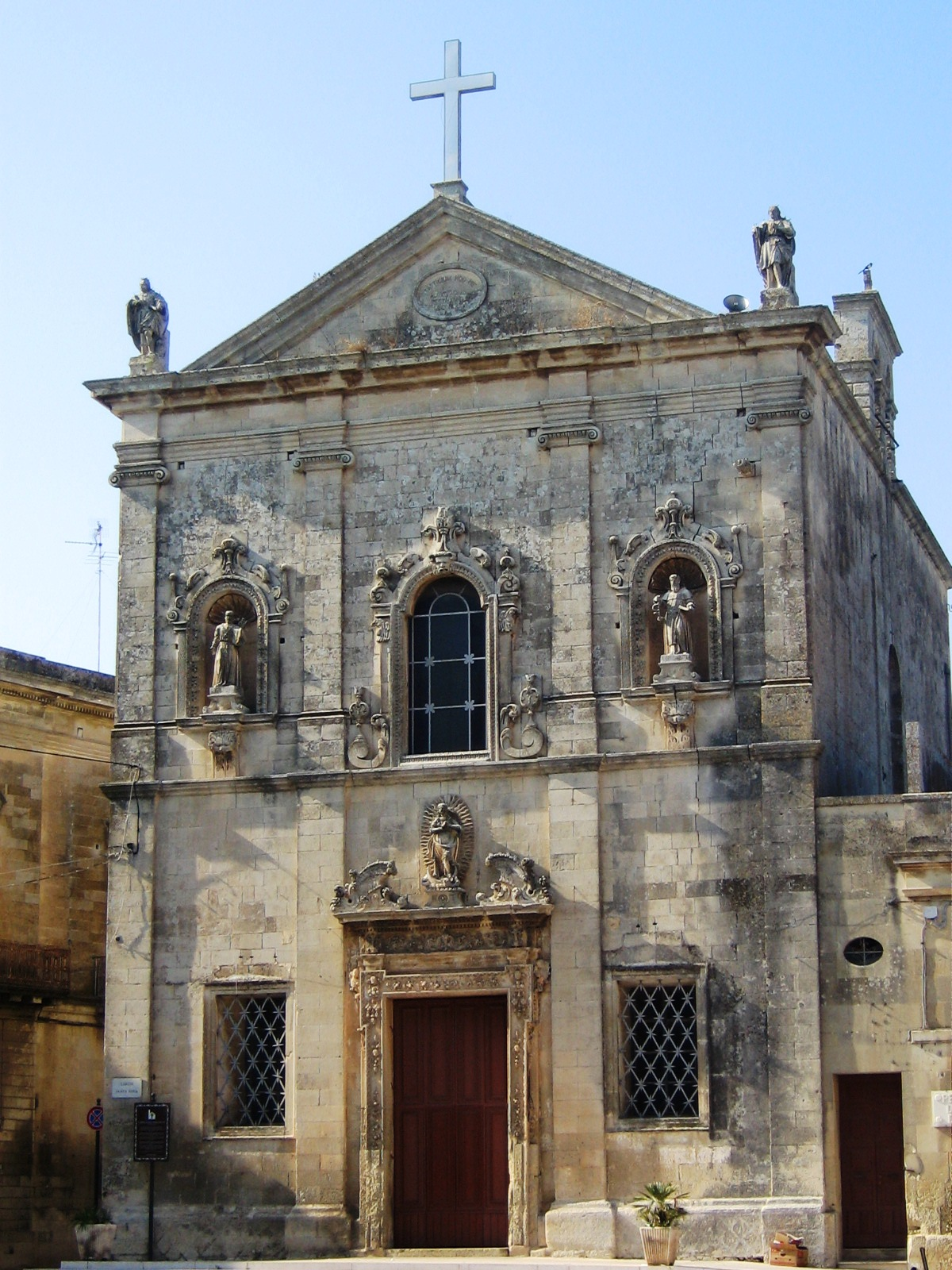
Chiesa dell'Immacolata

#### Chiesa dell'Immacolata
La Chiesa dell'Immacolata (detta anche Chiesa della Congrega) è una costruzione barocca della seconda metà del XVII secolo. Presenta un prospetto timpanato a due ordini portato a termine nel 1664 e ripreso successivamente nel 1870. Scandito in tre zone da alte paraste con capitelli ionici e dorici, è caratterizzato nel piano inferiore da un portale riccamente decorato, nel cui timpano spezzato è ospitata la statua dell'Immacolata, e nel piano superiore da un finestrone centrale affiancato da due nicchie contenenti le statue di San Pietro e San Paolo.
L'interno, a navata unica rettangolare, possiede una copertura a volta decorata con stucchi e pitture a motivi floreali e un solo altare, quello maggiore, ospitante una tela della titolare.

#### Chiesa di Santa Maria degli Angeli
La Chiesa di Santa Maria degli Angeli, situata nell'area cimiteriale, risale al 1721 e fu edificata dai locali costruttori Margoleo, autori fra l'altro della Chiesa di San Domenico al Rosario di Lecce. Il prospetto, ripartito in tre parti da paraste, presenta nella zona centrale un finestrone e un portale d'ingresso riccamente decorati. Lateralmente insistono gli stemmi del Comune, a destra, e della famiglia Venneri-Stomeo, a sinistra. L'interno, a navata unica, ospita un pregevole altare barocco.

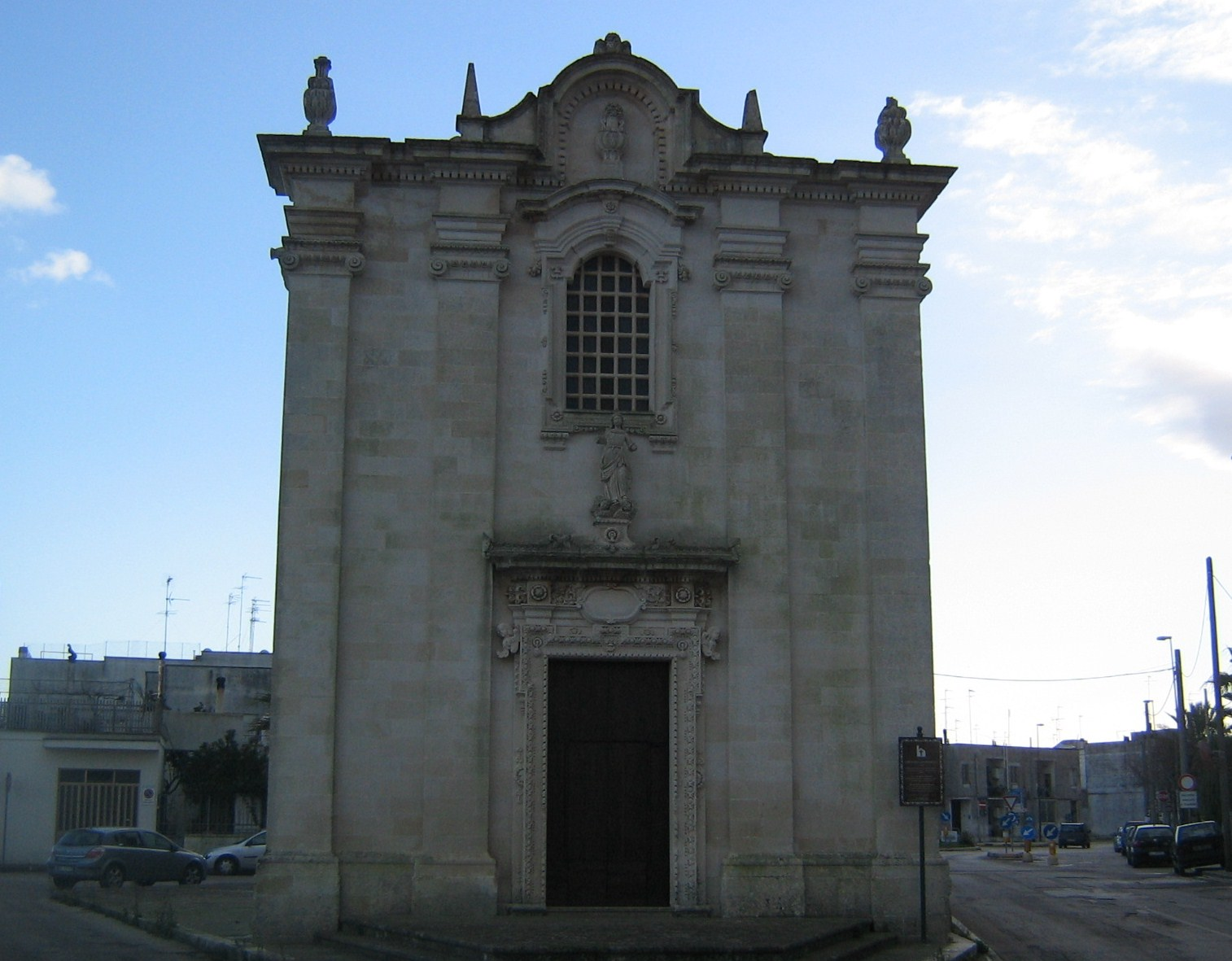
Chiesa della Madonnella

#### Chiesa della Madonnella
La Chiesa della Madonnella, dedicata alla Madonna Assunta, è una chiesa rurale costruita fuori dalle mura nel 1727. Edificata dai locali maestri costruttori Margoleo, la chiesa si presenta con un'elegante facciata simile, per le linee architettoniche, a quella di Santa Maria degli Angeli. Scandita da quattro alte paraste, terminanti con capitelli ionici, è caratterizzata da un finestrone posto in asse con il portale finemente scolpito e sormontato dalla statua della Vergine in pietra leccese. L'interno, ad unica navata rettangolare, ospita l'altare maggiore che custodisce un affresco della Titolare e un altare laterale dedicato a San Francesco da Paola.

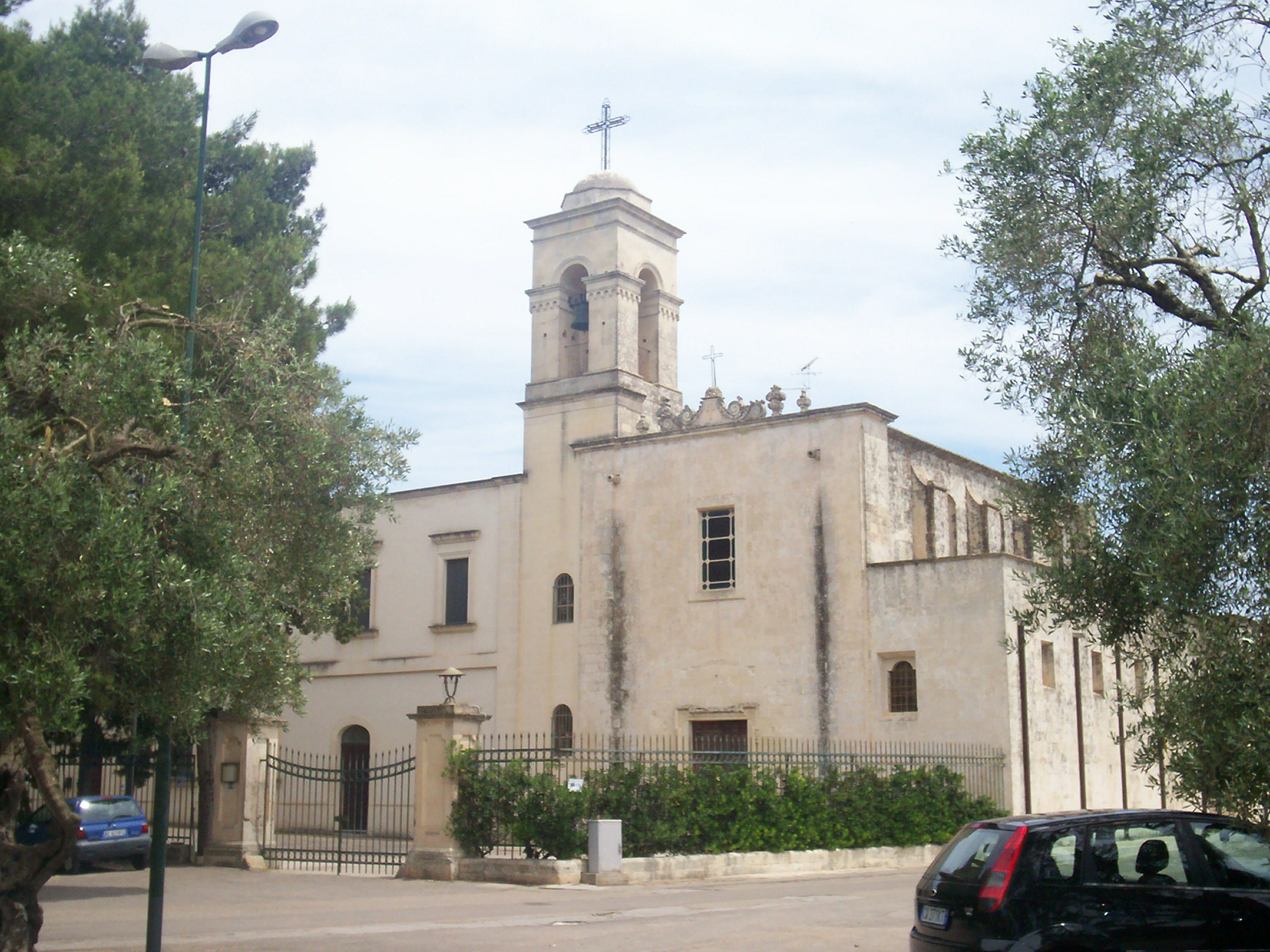
Monastero di Santa Maria della Consolazione

#### Chiesa e Monastero di Santa Maria della Consolazione
Il monastero di Santa Maria della Consolazione è situato in contrada "Sinobbie" (antico insediamento di monaci bizantini cenobiti) sulla via per Borgagne. Abitato da monaci cistercensi, il convento intitolato a Santa Maria della Consolazione fu fondato dagli alcantarini. Costruito nel 1686 sul luogo dell'antica cappella della Madonna del Ligori, l'edificio ospita i monaci cistercensi dal 1926 per lascito del barone Angelo Comi e del Cavaliere Cosimo Marcucci. L'archivio e la biblioteca del monastero custodiscono documenti e libri di grande valore. Rinomate sono inoltre la liquoreria, in cui viene prodotto l'amaro digestivo "San Bernardo" e numerosi altri prodotti, tra i quali olio e marmellate.
La chiesa, che conserva il semplice prospetto seicentesco, presenta un interno sfarzoso e ricco di decorazioni tardobarocche. A tre navate, ospita sei altari laterali dedicati a San Pasquale Baylon, a San Domenico di Guzman, a Sant'Antonio da Padova, al Crocefisso, alla Vergine e all'Annunciazione. L'altare maggiore (1691) conserva alla sommità un quattrocentesco affresco della Madonna della Consolazione proveniente dall'antica chiesa bizantina.

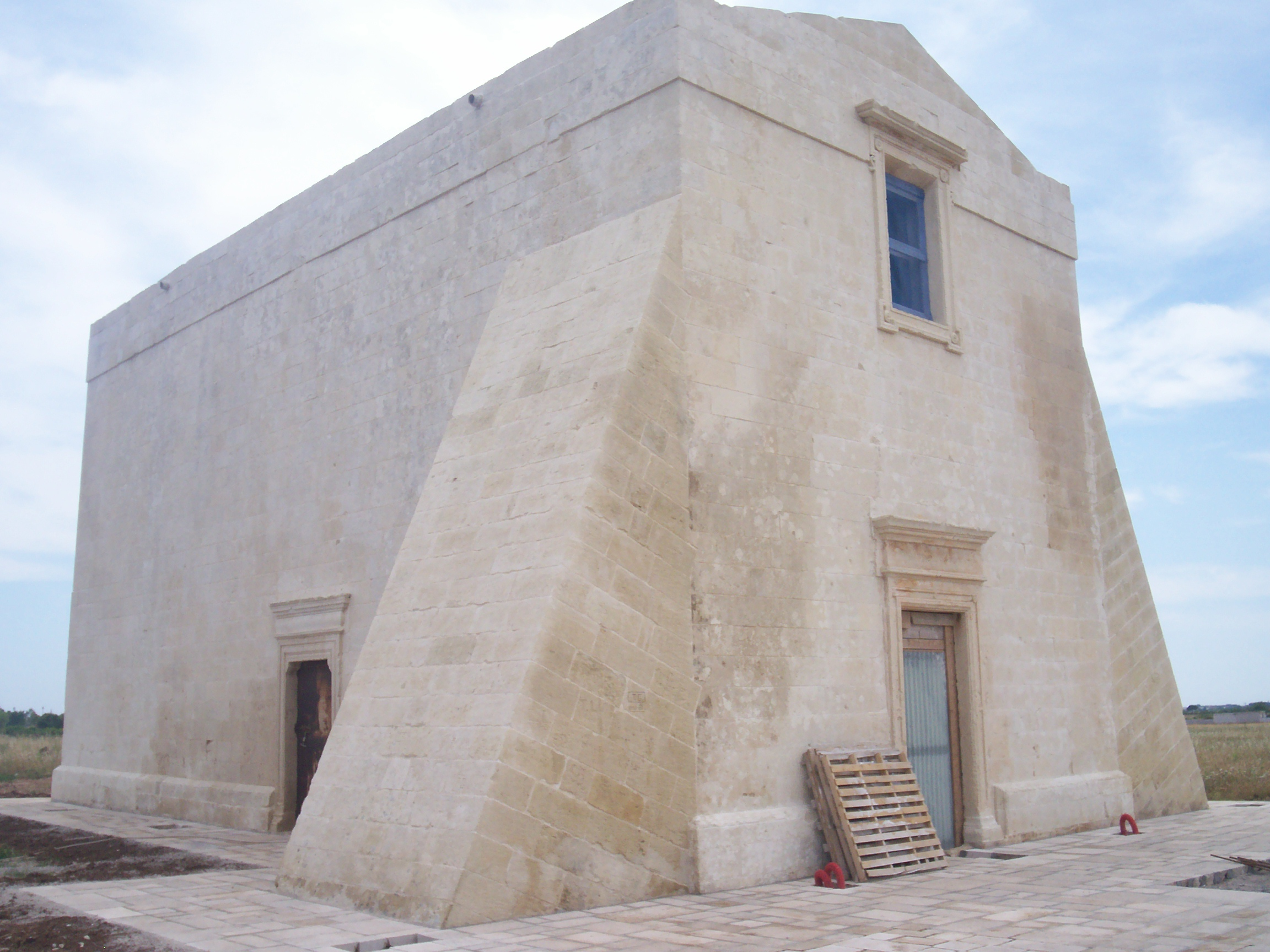
Chiesa di San Lorenzo ad Apigliano

#### Altre chiese
- Cappella dello Spirito Santo
- Chiesa (sconsacrata) di San Lorenzo, fuori dall'abitato in contrada "Apigliano"
- Chiesa di San Giovanni Bosco
- Cappella di Santa Lucia
- Chiesa dei Santi Medici
- Cappella Madonna del Teofilo
- Cappella della Madonna del Carmine

### Architetture civili

#### Case a corte
Le case a corte sono un tipico modulo insediativo della Grecìa Salentina e del Salento in genere, composto da diverse unità abitative che si affacciano su un cortile comune, generalmente aperto sul lato della strada. Il cortile disponeva di servizi ad uso comune quali il granaio scavato nella roccia, la cisterna per la raccolta dell'acqua piovana e la pila (grossa vasca in pietra) per il bucato.
Case a corte sono ancora presenti nel rione della città denominato "Catumeréa", lungo la via "Zaca" e via degli Uffici.

#### Palazzi
- Palazzo Corina (largo Santa Sofia)

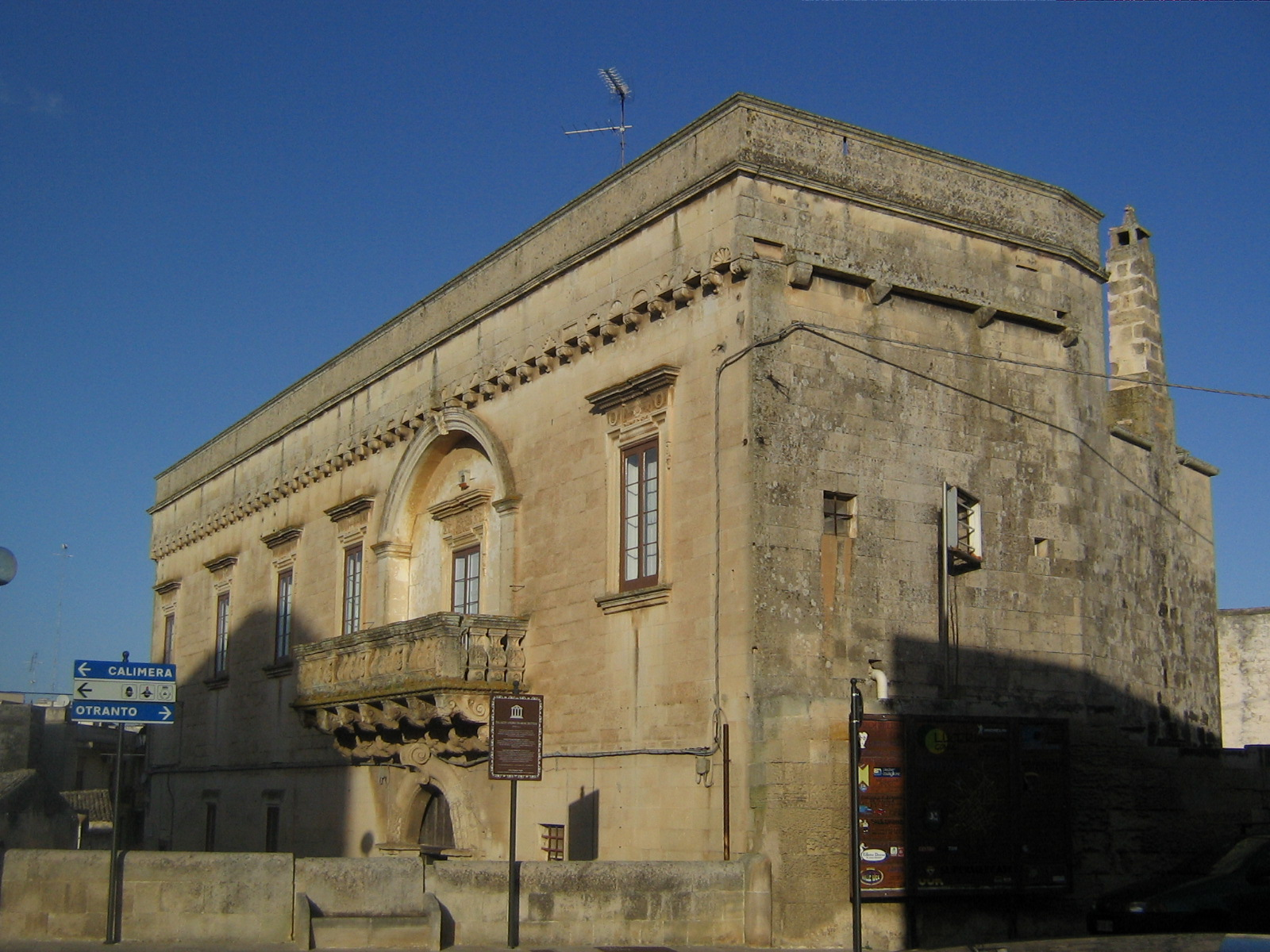
Palazzo Andrichi-Moschettini

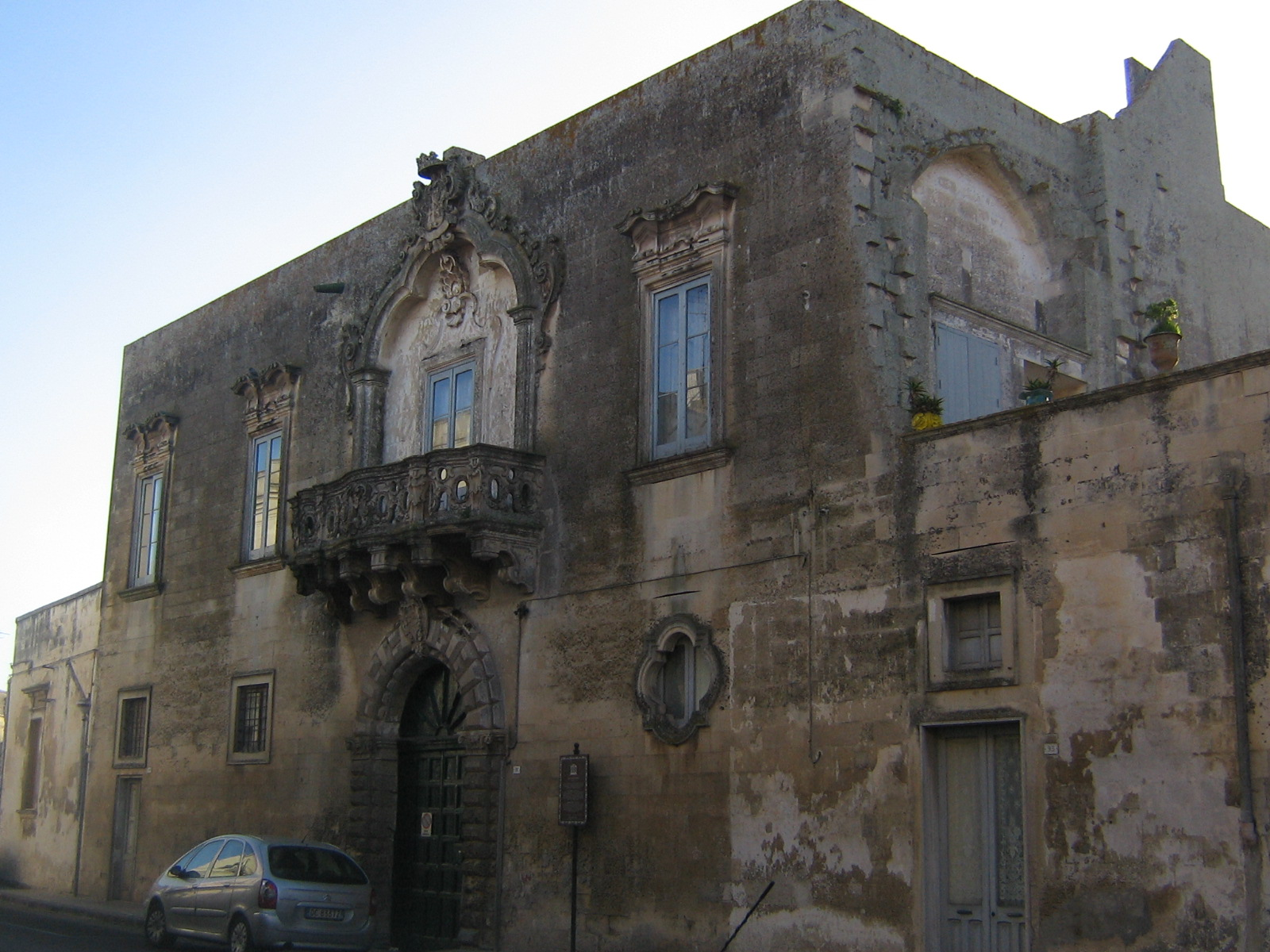
Palazzo Pino

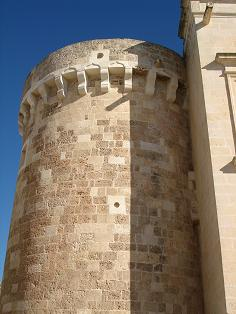
Torrione del castello

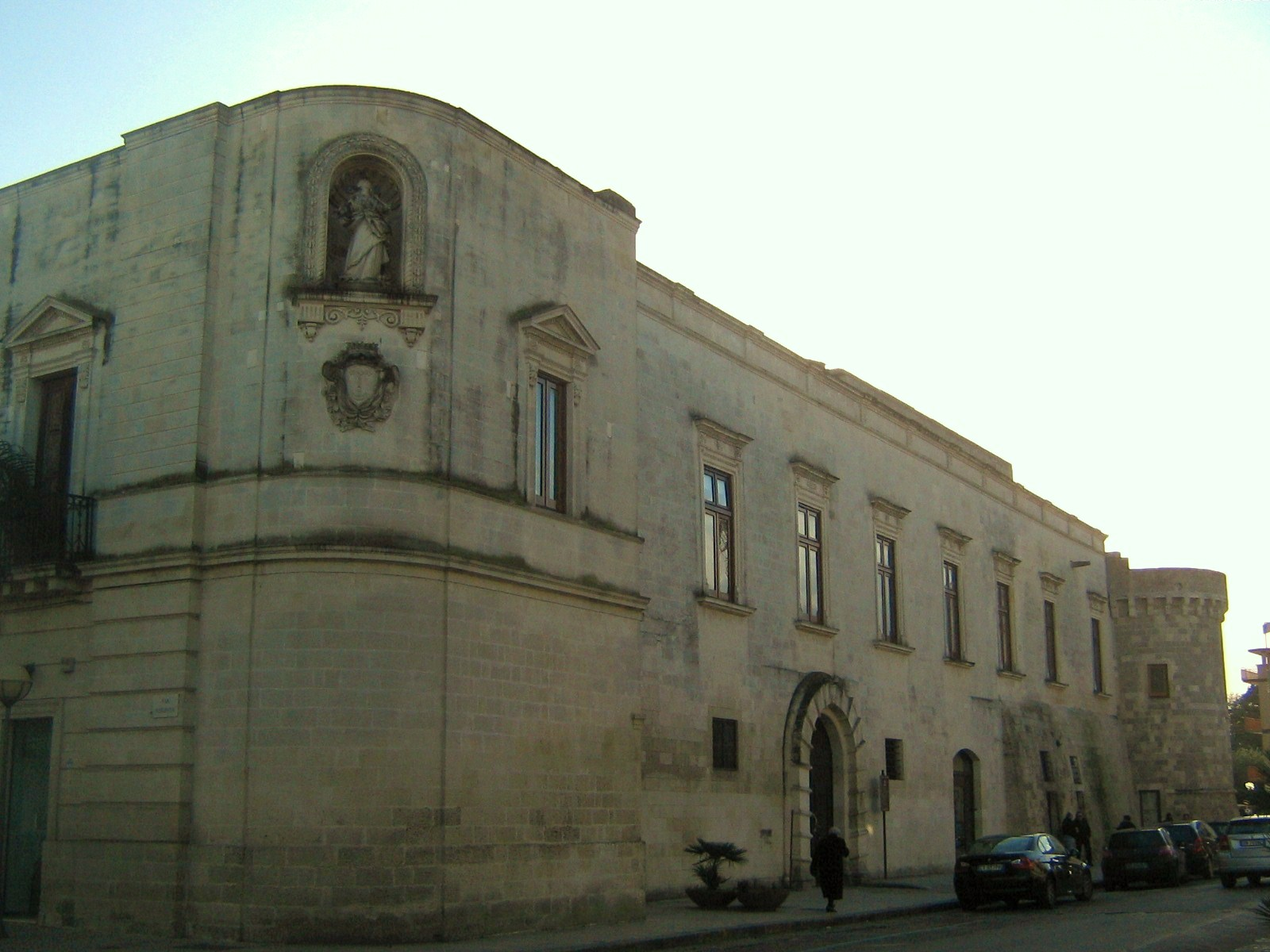
Palazzo Baronale

- Palazzo Andrichi-Moschettini (largo Santa Sofia)

Realizzato da Maestranze martanesi tra il 1710 e il 1720 presenta un fastoso portale, un lungo balcone sorretto da sette mensoloni e una parete terminale, quasi un ballatoio sostenuto da beccatelli ed archetti pensili.
- Palazzo Comi (via Catumerea)
- Palazzo Chiriatti (via Catumerea)
- Palazzo Corina (via Catumerea)
- Palazzo Coluccia (via degli Uffici)
- Palazzo della cardatura (via degli Uffici)
- Palazzo Marcucci (via degli Uffici)
- Palazzo Micali (via degli Uffici) Realizzato nel 1719, è esemplare per l'equilibrio tra tecnica e fantasia raggiunto dalle maestranze martanesi. Il lungo balcone è sorretto da sei mensole che reggono la raffinata balaustra ornata; sul capitello centrale della bifora è issata la statua di San Michele Arcangelo.
- Palazzo Andrichi (via Zaca)
- Palazzo Chiriatti (via Zaca)
- Palazzo Pino (via Marconi)

Oggi erroneamente conosciuto come Palazzo Pino-Granafei-Corina, nonostante la presenza di alcuni elementi ancora celati e irrisolti, grazie a studi recenti, si è riappropriato dopo anni di oblio della sua denominazione corretta: Palazzo Grassi-Corina. Notevole, in questo edificio opera di maestranze locali, il sistema portale-balcone-arco stemmato ed, in particolare, il virtuosistico balcone traforato, sostenuto da sei elaborati mensoloni.
- Palazzo Prete-Libertini (via Marconi)
- Palazzo Stomeo (già Carretti, via Marconi)
- Palazzo Monosi (già Marcucci, via Marconi)
- Palazzo Coricciati (via Marconi)
- Palazzo Mancarella (via Marconi)
- Palazzo Scarpa (via Marconi

Elegante edificio neoclassico con facciata tripartita, presenta un interessante sistema androne-cortile-giardino. Nell'androne sono collocati i busti di Paride e Minerva.
- Palazzo Indricci (via Roma)
- Palazzo Corciulo (via Roma)
- Palazzo Della Tommasa (via Stefano Sergio)
- Palazzo Gaetani (o Ducale, via Calimera)
- Palazzo Antonaci (via Castrignano)
- Palazzo De Pascalis (già Bellisario, via Castrignano)
- Palazzo Corina (viale Savoia)
- Palazzo Grassi (via Calimera)
- Palazzo Stampacchia, oggi Conte-Aprile (via degli Uffici)

### Architetture militari

#### Palazzo Baronale
Il Palazzo Baronale, già Castello Aragonese, è uno dei principali monumenti della cittadina. I recenti restauri hanno evidenziato tracce di una porta d'ingresso e di un antico fossato risalenti alla fine del '300. Nel 1486, sotto il feudatario Antonello Gesualdo, Martano aveva il castello, le mura ed il fossato. Dentro queste fortificazioni si serrarono i martanesi alla notizia dell'assalto turco di Otranto nel 1480. Dopo la riconquista aragonese, del 1481, il castello venne ricostruito. Sorse a nord-est, attaccato alle case dell'antico abitato dal lato sud e, protetto da un fossato, si raccordava, con i suoi massicci volumi, alle mura cittadine, difese da cinque torri poste a presidio della Terra (il Borgo). Di questo fortilizio di marca aragonese, rimangono la torre di via Marconi e l'imponente torrione cilindrico del castello che presenta la base scarpata, il toro marcapiano ed, all'interno, tre feritoie ed una cannoniera strombata. Dalla superiore piazza d'armi, con falconetti, colubrine ed archibugi si sparava contro gli aggressori.
Sotto i Trani, nella seconda metà del '600, venne trasformato in palazzo baronale dall'esimio architetto coriglianese Francesco Manuli che sostituì la vecchia facciata con l'attuale, inserendo il bel portale con l'originale motivo delle bugne inclinate. Pregevole la balaustra della scalinata, animata da foglie-volto con valenza apotropaica. Nei piani superiori sono interessanti alcuni pavimenti maiolicati e le volte a mattrotta dipinte con fiorami, trombe, pifferi, tamburelli, festoni, scene bucoliche e scorci di campagna. La facciata del castello in via Pomerio, nella seconda metà del '700, sotto i Gadaleta, venne rifatta integralmente dai maestri martanesi Donato Saracino e Tommaso Pasquale Margoleo, molto attivi nella Grecìa Salentina.
Alla fine del XIX secolo il palazzo divenne di proprietà del barone Mario Comi che proseguì nell'opera di ammodernamento della struttura abbattendo il torrione destro della facciata principale.

### Siti archeologici

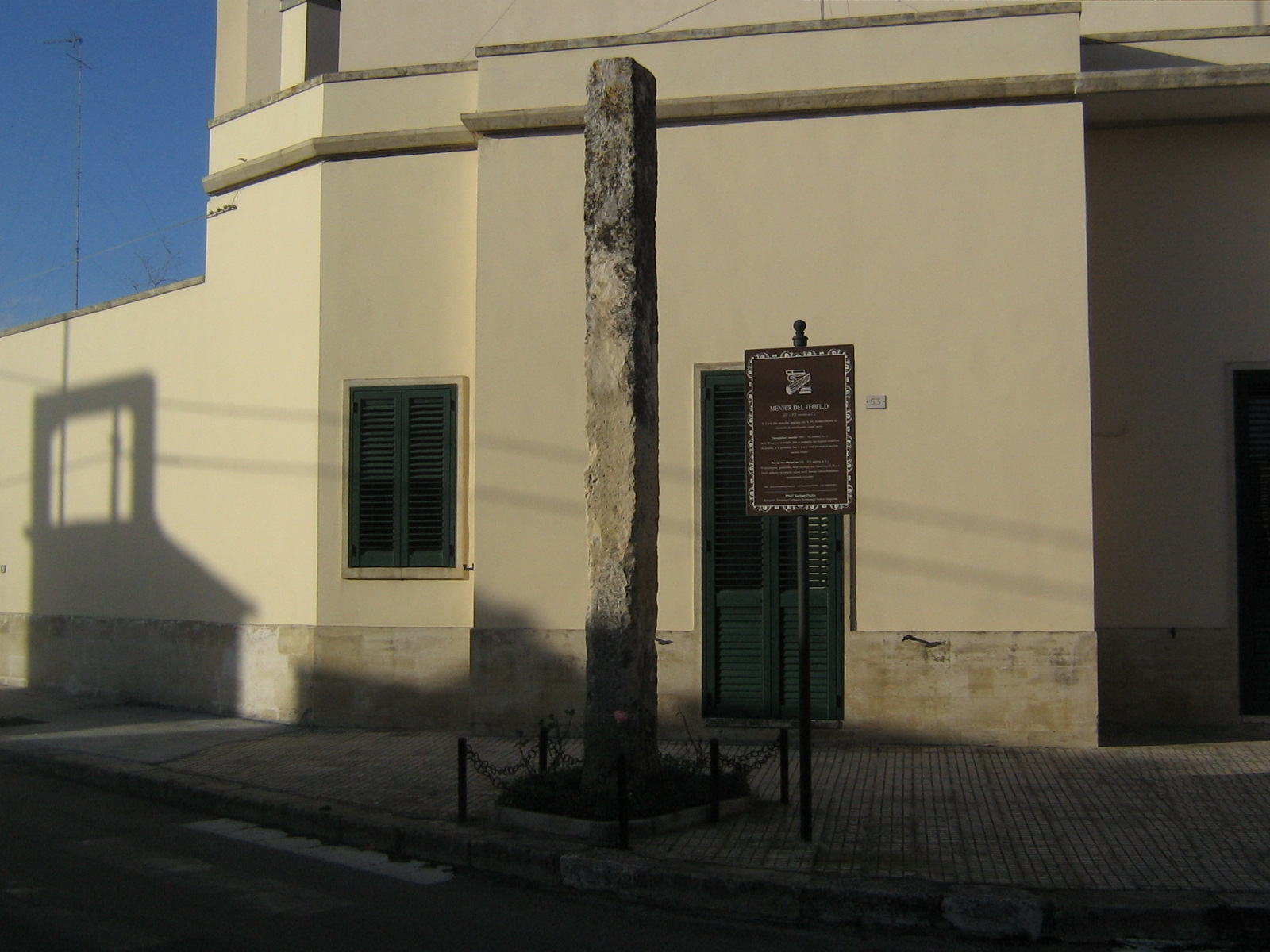
Menhir del Teofilo

Tra i monumenti megalitici della provincia di Lecce c'è il menhir del Teofilo, conosciuto anche con il nome di Santu Tòtaru, che è il più alto monolite della Puglia con un'altezza di 4,70 m. Il megalite (33 x 46 cm), leggermente rastremato in sommità, ha una grande croce graffita sul lato N. Presenta grosse incisioni nella parte inferiore dello spigolo di NE e una buca probabile alloggio di immagine votiva sul lato S a circa 1 m dal suolo.

#### Specchia dei Mori
La Specchia dei Mori (Segla u demonìu in grico) è la più imponente specchia del Salento. Realizzata con la sovrapposizione a secco di lastre calcaree provenienti dallo spietramento a mano dei soprasuoli, la specchia è alta più di sei metri con quasi quindici metri di diametro alla base. Il nome specchia è di origine medievale e probabilmente deriva dal latino specula, che significa vedetta, in relazione a supposte utilizzazioni quali posti di avvistamento.

#### Casale di Apigliano
Il Casale di Apigliano era un antico villaggio medievale della Terra d'Otranto abbandonato tra il XIV e il XVI secolo per circostanze ancora da precisare. Rimane un sito archeologico unico nel suo genere.
Nel 1997 la Facoltà di Beni Culturali dell'Università del Salento ha avviato nella località una prima campagna di scavo che ha portato alla luce elementi in grado di fornire informazioni circa due periodi cronologici: il periodo bizantino e il periodo angioino. Le prime notizie documentate, riportanti la situazione fiscale della località, risalgono al XIII secolo d.C., anche se i primi villaggi relativamente stabili nel Salento, attraverso ricerche condotte dalla stessa Università, sono da riferire all'VIII secolo. Attualmente del casale rimane solo la chiesetta sconsacrata intitolata a Santa Maria, ma conosciuta dagli abitanti del posto come Chiesa di San Lorenzo.

## Società

### Evoluzione demografica
Abitanti censiti

### Etnie e minoranze straniere
Al 31 dicembre 2020 a Martano risultano residenti 194 cittadini stranieri. La nazionalità principale è:

Dislocazione dei comuni della Grecìa Salentina

- Romania - 85

### Lingue e dialetti
A Martano, comune della Grecìa Salentina, oltre all'italiano e al dialetto salentino nella sua variante centrale, si parla il grico. Il grecanico o grico è un dialetto (o gruppo di dialetti) di tipo neo-greco residuato probabilmente di una più ampia e continua area linguistica ellenofona esistita anticamente nella parte costiera della Magna Grecia. I greci odierni chiamano la lingua Katoitaliótika (greco: Κατωιταλιώτικα, "Italiano meridionale"). La lingua, scritta in caratteri latini, presenta punti in comune con il neogreco e nel frattempo vocaboli che sono frutto di evidenti influenze salentine o comunque neolatine. Oggi a Martano il grico viene parlato soprattutto dalle persone più anziane, anche se viene compreso da una fascia di popolazione più ampia.

## Cultura

### Documentari
Nel 1960 Cecilia Mangini nel cortometraggio Stendalì - Suonano ancora documentò, con testi di Pier Paolo Pasolini, una delle ultime testimonianze dei canti funebri intonati in grico dalle prèfiche della Grecìa salentina.

### Istruzione

#### Biblioteche
- Biblioteca Civica Paolo Stomeo. Ospita circa 7.000 libri;
- Biblioteca del Centro regionale servizi educativi e culturali;
- Biblioteca del Monastero di Santa Maria della Consolazione Padre Placido Caputo;

La fondazione della biblioteca di Santa Maria della Consolazione risale al Seicento all'epoca della costruzione del convento da parte degli Alcantarini. Nella è rimasto dell'originaria raccolta libraria; l'attuale biblioteca venne ricostruita dai Monaci Cistercensi che si stabilirono nel monastero nel 1926. Nonostante la sua giovane età, ospita rare e pregiate opere che vanno dal '200 fino ai nostri giorni frutto di donazioni e lasciti di studiosi e nobili locali come il barone Comi che donò la sua antica e ricca biblioteca. Il patrimonio librario si aggira intorno ai 15.000 volumi.

#### Scuole
Esistono a Martano due istituti scolastici: l'Istituto Comprensivo "Clemente Antonaci", comprendente due scuole dell'infanzia, due scuole primarie, intitolate a Francesco Galiotta e ai Fratelli Rosselli, e una scuola secondaria di I grado, dislocati in diversi edifici nel paese; e l'Istituto d'Istruzione Secondaria Superiore "Salvatore Trinchese" con i seguenti indirizzi: Istituto professionale per i Servizi Socio-Sanitari, Liceo Scientifico, Istituto tecnico economico e Liceo Linguistico.

#### Musei
- Museo e Pinacoteca Giulio Pagliano

Situati presso il monastero di Santa Maria della Consolazione, ospitano opere donate da vari artisti e facenti parte di collezioni private. Il museo accoglie una notevole raccolta di monete del Regno di Napoli, una collezione di medaglie, quadri di antiche carte geografiche, oggetti e manufatti di uso quotidiano.
La pinacoteca custodisce numerose opere dell'artista gallipolino Giulio Pagliano donate dalla moglie al monastero. Sono presenti opere di altri artisti di scuola napoletana, pugliese e salentina fra i quali del galatinese Gioacchino Toma.
- Museo Diffuso delle Sculture in Pietra Leccese

Si tratta di un museo a cielo aperto, le cui opere sono distribuite fra le strade e le piazze della cittadina, nato nel 1992 con lo scopo di promuovere la cultura della pietra leccese.

### Eventi
- La domenica seguente il 2 febbraio si tiene la fiera della "Candelora";
- La seconda domenica dopo Pasqua, si tiene la festa rionale del "Teofilo";
- Nella terza domenica dopo Pasqua si tiene la festa della "Madonnella";
- In febbraio si celebrano i festeggiamenti religiosi per la Madonna di Lourdes nella parrocchia Maria S.S. del Rosario ;
- In maggio si celebrano i festeggiamenti per la Madonna del Rosario.
- Da alcuni anni, in estate, per tre giorni si svolgono i Cortili Aperti, i più bei cortili e palazzi del paese vengono aperti al pubblico per tre serate.
- Il 15 giugno ha luogo la fiera di San Vito, ripristinata da alcuni anni ed allocata nel rione "Costantino", in contrada "Fiume", dove esisteva sino agli anni settanta la chiesetta e la masseria omonima di San Vito.
- Dall'8 al 15 agosto si celebra la festività in onore dei due patroni della città: San Domenico di Guzmán e la Madonna dell'Assunta.
- In ottobre Martano ospita la Sagra de la volìa cazzata (Sagra dell'oliva schiacciata, edizione n° 36 nel 2025), gemellata con la Festa del risotto di Villimpenta.
- Il 19 novembre si commemora la Madonna del Cattivo Tempo (Madonna de lu Maletiempu in dialetto martanese e Madonna ù Tristu Cerù in grico). Secondo la leggenda il 19 novembre 1787, invocata dai cittadini che si erano riparati dalla furia di una tempesta nella Chiesa Matrice, la Madonna fu autrice del miracolo che salvò il paese.
- Il 13 dicembre si svolge la festa rionale di Santa Lucia.

In Agosto,nella notte di San Lorenzo si celebra la festività agli Apigliani.

## Infrastrutture e trasporti

### Strade
I collegamenti stradali principali sono rappresentati da:
- Strada statale 16 Adriatica Lecce-Maglie
- Strada provinciale 48 Martano-Otranto

Il centro è anche raggiungibile dalle strade provinciali interne: SP26 da Calimera; SP28 da Martignano e Caprarica di Lecce, SP36 da Castrignano de' Greci, SP47 da Soleto, SP147 da Borgagne.

### Ferrovie
La stazione ferroviaria più vicina è quella di Zollino posta sulle linee Lecce - Otranto e Zollino - Gallipoli delle Ferrovie del Sud Est.

## Sport

### Calcio
La Polisportiva Martius è l'unica squadra di calcio martanese e milita in Seconda Categoria.
In precedenza era attiva la Virtus Martano, che ha militato anche in Eccellenza.

## Amministrazione
| Periodo          | Periodo          | Primo cittadino       | Partito          | Carica            | Note |
| ---------------- | ---------------- | --------------------- | ---------------- | ----------------- | ---- |
| 1861             | 1872             | Achille Andrichi      | Sinistra storica | Sindaco           |      |
| 1872             | 1874             | Giuseppe Gadaleta     | Destra storica   | Sindaco           |      |
| 1874             | 1890             | Pietro Bosano Joly    | Destra storica   | Sindaco           |      |
| 1890             | 1892             | Mario Comi            | Indipendente     | Sindaco           |      |
| 1893             | 1901             | Carlo Prete           | Moderati         | Sindaco           |      |
| 1901             | 1905             | Vito Corina           | Radicali         | Sindaco           |      |
| 1905             | 1911             | Angelo Comi           | Moderati         | Sindaco           |      |
| 1911             | 1914             | Stapino Comi          | Moderati         | Sindaco           |      |
| 1914             | 1918             | Carlo Prete           | Moderati         | Sindaco           |      |
| 1918             | 1919             | Ernesto Parisi        | -                | Comm. prefettizio |      |
| 1919             | 1924             | Tommaso Corina        | Radicali         | Sindaco           |      |
| 1944             | 1946             | Tommaso Corina        | -                | Comm. prefettizio |      |
| 1946             | 1951             | Tommaso Corina        | PLI              | Sindaco           |      |
| 1951             | 1956             | Antonio Stomeo        | PCI              | Sindaco           |      |
| 1956             | 1960             | Salvatore Conte       | DC               | Sindaco           |      |
| 1960             | 1964             | Giovanni A. Coluccia  | PCI              | Sindaco           |      |
| 1964             | 1970             | Luigi Palano          | DC               | Sindaco           |      |
| 1970             | 1980             | Antonio Castelluzzo   | DC               | Sindaco           |      |
| 1980             | 1982             | Donato Saracino       | PCI              | Sindaco           |      |
| 1982             | 1983             | Piero A. Marati       | Indipendente DC  | Sindaco           |      |
| 1983             | 1984             | Francesco L. Coluccia | DC               | Sindaco           |      |
| 1984             | 1989             | Alfredo Bonatesta     | PSI              | Sindaco           |      |
| 1989             | gennaio 1993     | Cosimo Gallo          | DC               | Sindaco           |      |
| gennaio 1993     | aprile 1993      | Mario Zacheo          | DC               | Sindaco           |      |
| aprile 1993      | 14 novembre 1993 | Salvatore Nuzzachi    | -                | Comm. prefettizio |      |
| 14 novembre 1993 | 16 novembre 1997 | Vincenzo Saracino     | Lista civica     | Sindaco           |      |
| 16 novembre 1997 | 27 maggio 2002   | Vincenzo Saracino     | Lista civica     | Sindaco           |      |
| 27 maggio 2002   | 28 maggio 2007   | Pasquale Conte        | Lista civica     | Sindaco           |      |
| 28 maggio 2007   | 13 gennaio 2010  | Antonio Micaglio      | Lista civica     | Sindaco           |      |
| 13 gennaio 2010  | 30 marzo 2010    | Claudio Sergi         | -                | Comm. prefettizio |      |
| 30 marzo 2010    | 1º giugno 2015   | Massimo Coricciati    | Lista civica     | Sindaco           |      |
| 1º giugno 2015   | in carica        | Fabio Tarantino       | Lista civica     | Sindaco           |      |

### Gemellaggi
- Leonidion[senza fonte]
- Villimpenta[senza fonte]